# Specie di Dianthus
Elenco delle specie di Dianthus.

## A

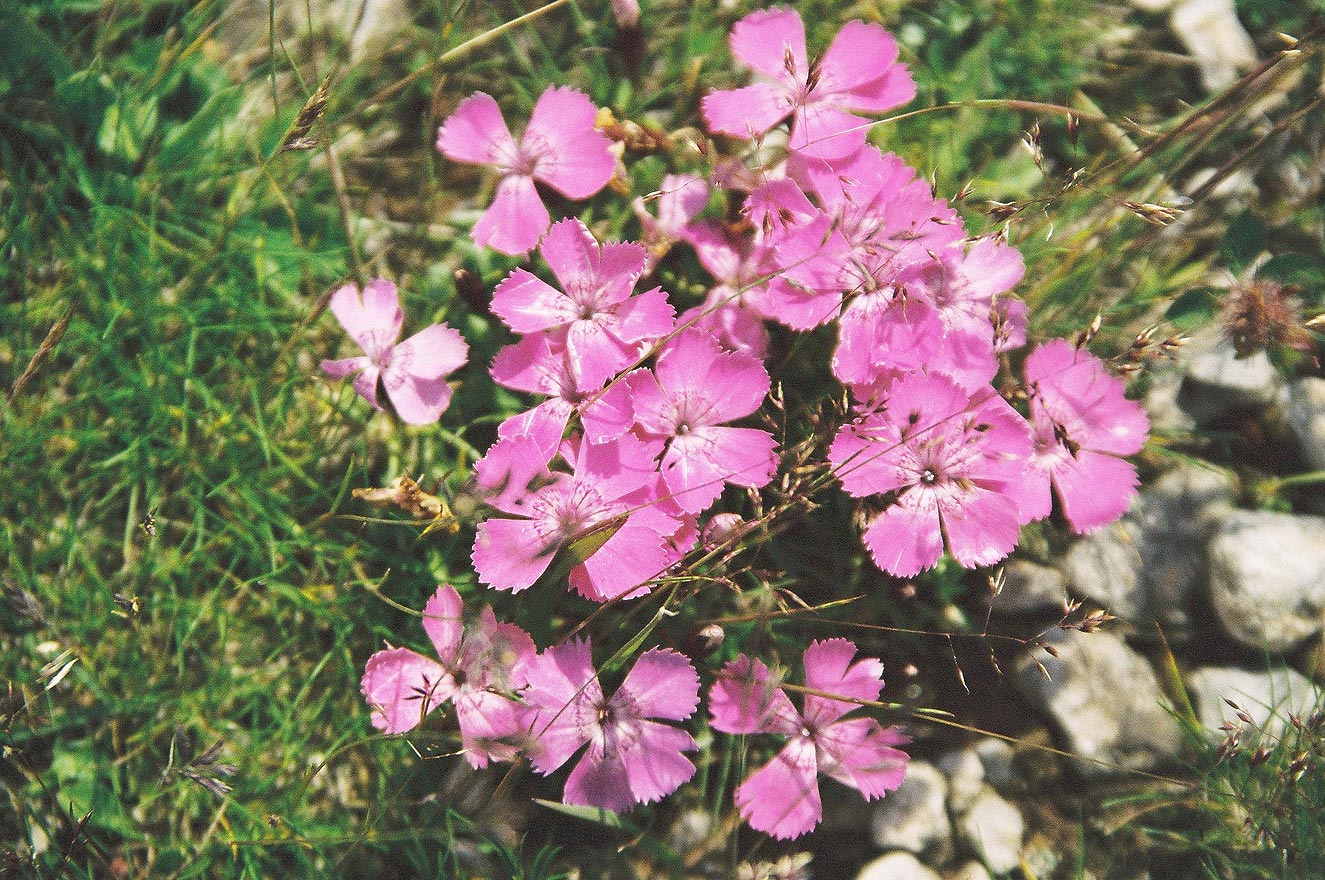
Dianthus alpinus

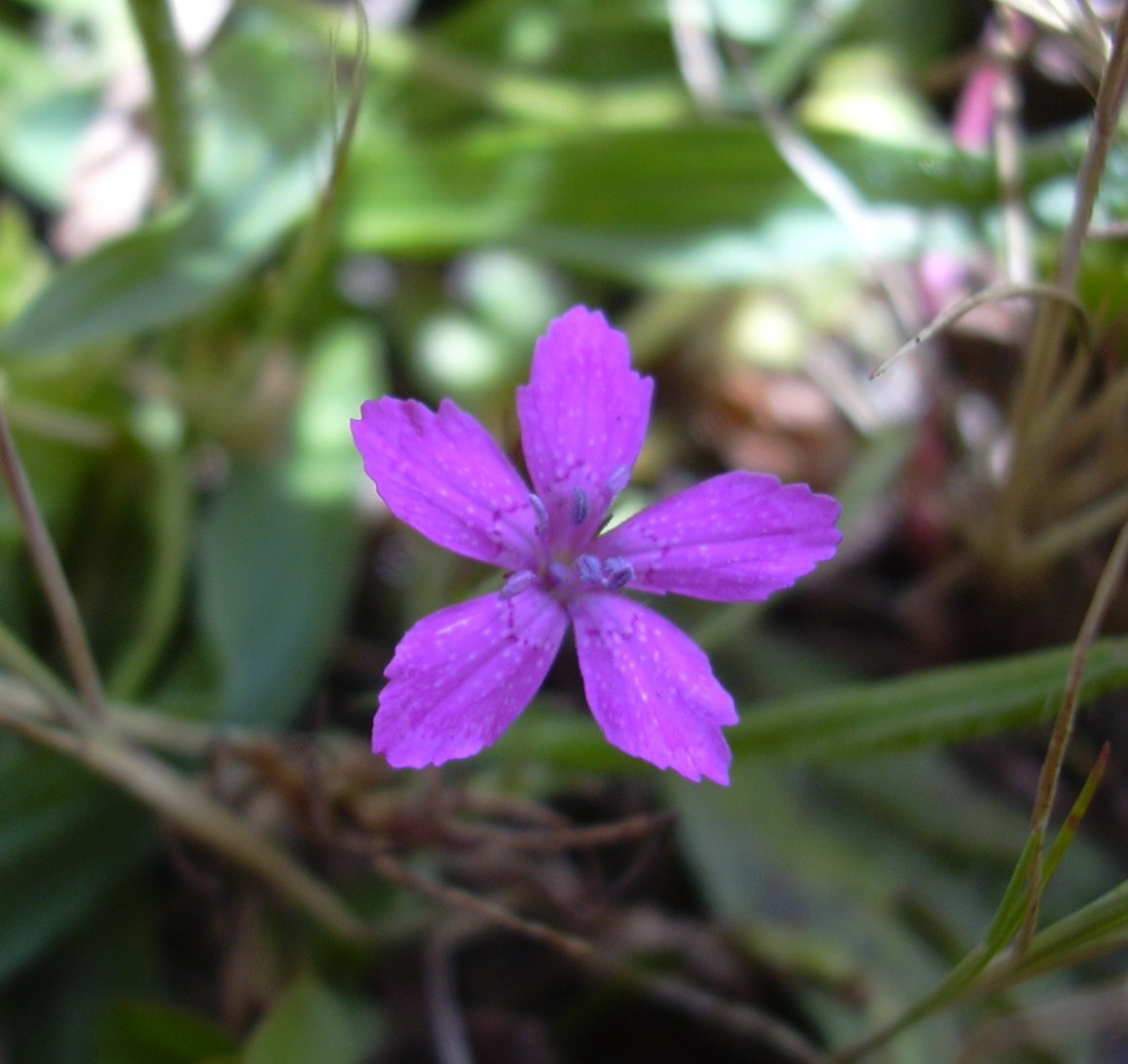
Dianthus armeria

- Dianthus acantholimonoides Schischk.
- Dianthus acicularis Fisch. ex Ledeb.
- Dianthus acrochlorus Stapf
- Dianthus aculeatus Hamzaoğlu
- Dianthus afghanicus Rech.f.
- Dianthus agrostolepis Rech.f.
- Dianthus akdaghensis Gemici & Leblebici
- Dianthus albens Aiton
- Dianthus algetanus Graells ex F.N.Williams
- Dianthus alpinus L.
- Dianthus altaicus L.X.Dong & Chang Y.Yang
- Dianthus anatolicus Boiss.
- Dianthus ancyrensis Hausskn. & Bornm.
- Dianthus andronakii Woronow ex Schischk.
- Dianthus androsaceus (Boiss. & Heldr.) Hayek
- Dianthus angolensis Hiern ex F.N.Williams
- Dianthus angrenicus Vved.
- Dianthus angulatus Royle
- Dianthus antalyensis Fassou, N.Korotkova, Dimop. & Borsch
- Dianthus anticarius Boiss. & Reut.
- Dianthus arenarius L.
- Dianthus argentii (Meikle) ined.
- Dianthus armeria L.
- Dianthus arpadianus Ade & Bornm.
- Dianthus arrostoi C.Presl
- Dianthus × artignanii Sennen
- Dianthus aticii Hamzaoğlu
- Dianthus atlanticus Pomel
- Dianthus atschurensis Sosn.
- Dianthus austroiranicus Lemperg
- Dianthus awaricus Kharadze
- Dianthus aydogdui Menemen & Hamzaoglu
- Dianthus aytachii C.Vural

## B
- Dianthus balansae Boiss.
- Dianthus balbisii Ser.
- Dianthus barbatus L.

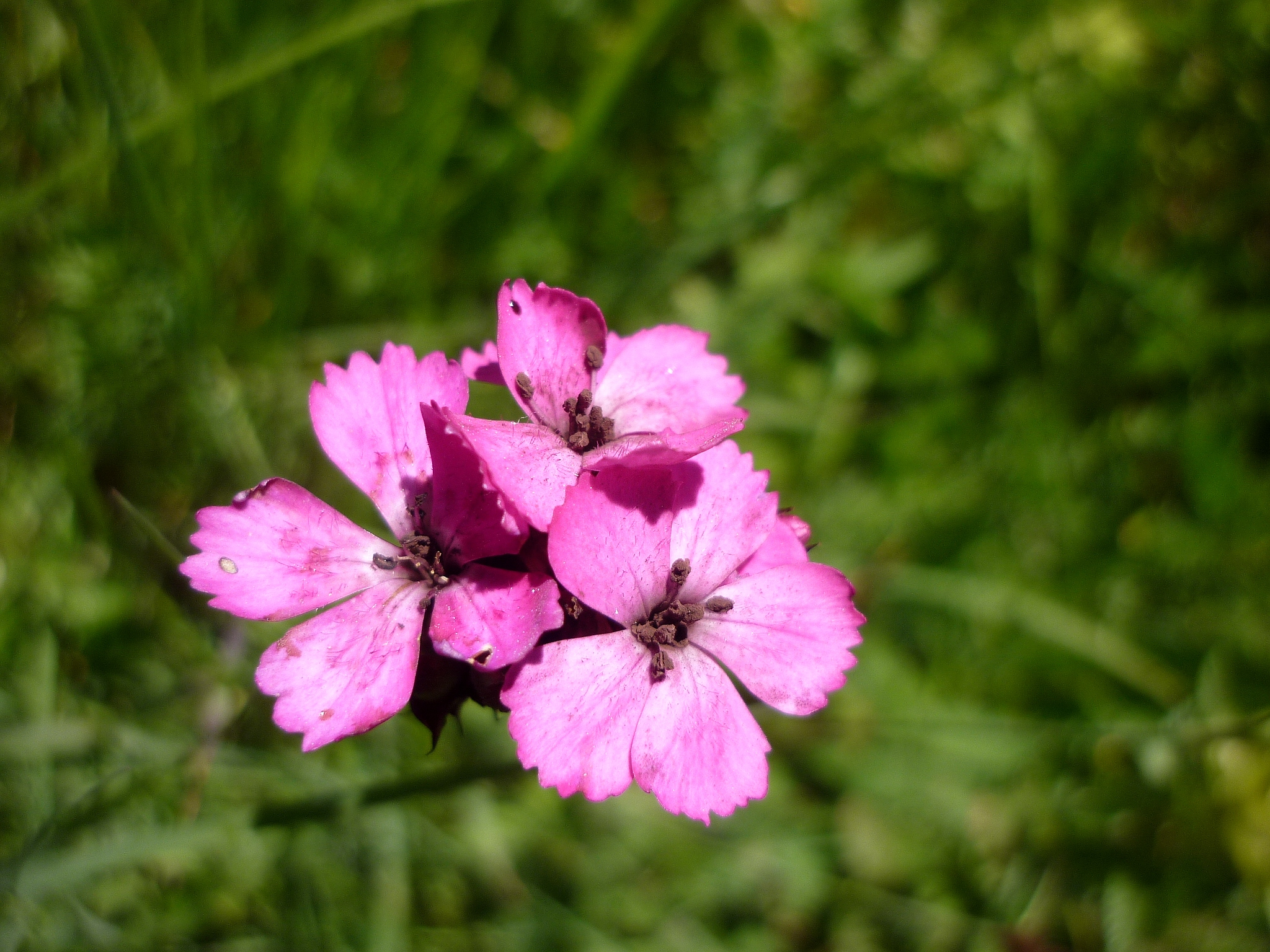
Dianthus barbatus

- Dianthus basianicus Boiss. & Hausskn.
- Dianthus basuticus Burtt Davy
- Dianthus benearnensis Loret
- Dianthus berkayorum Kandemir, Aytaç & T.Ertuğrul
- Dianthus bessarabicus (Kleopow) Klokov
- Dianthus bicolor Adam
- Dianthus biflorus Sm.
- Dianthus bolusii Burtt Davy
- Dianthus borbasii Vandas
- Dianthus borbonicus Brullo, C.Brullo, Colombo, Giusso, Ilardi & R.Perrone
- Dianthus brachycalyx A.Huet & É.Huet ex Bacch., Brullo, Casti & Giusso
- Dianthus brevicaulis Fenzl
- Dianthus brevipetalus Vved.
- Dianthus broteri Boiss. & Reut.
- Dianthus brutius Brullo, Scelsi & Spamp.
- Dianthus burchellii Ser.
- Dianthus burdurensis Hamzaoğlu & Koç
- Dianthus busambrae Soldano & F.Conti

## C

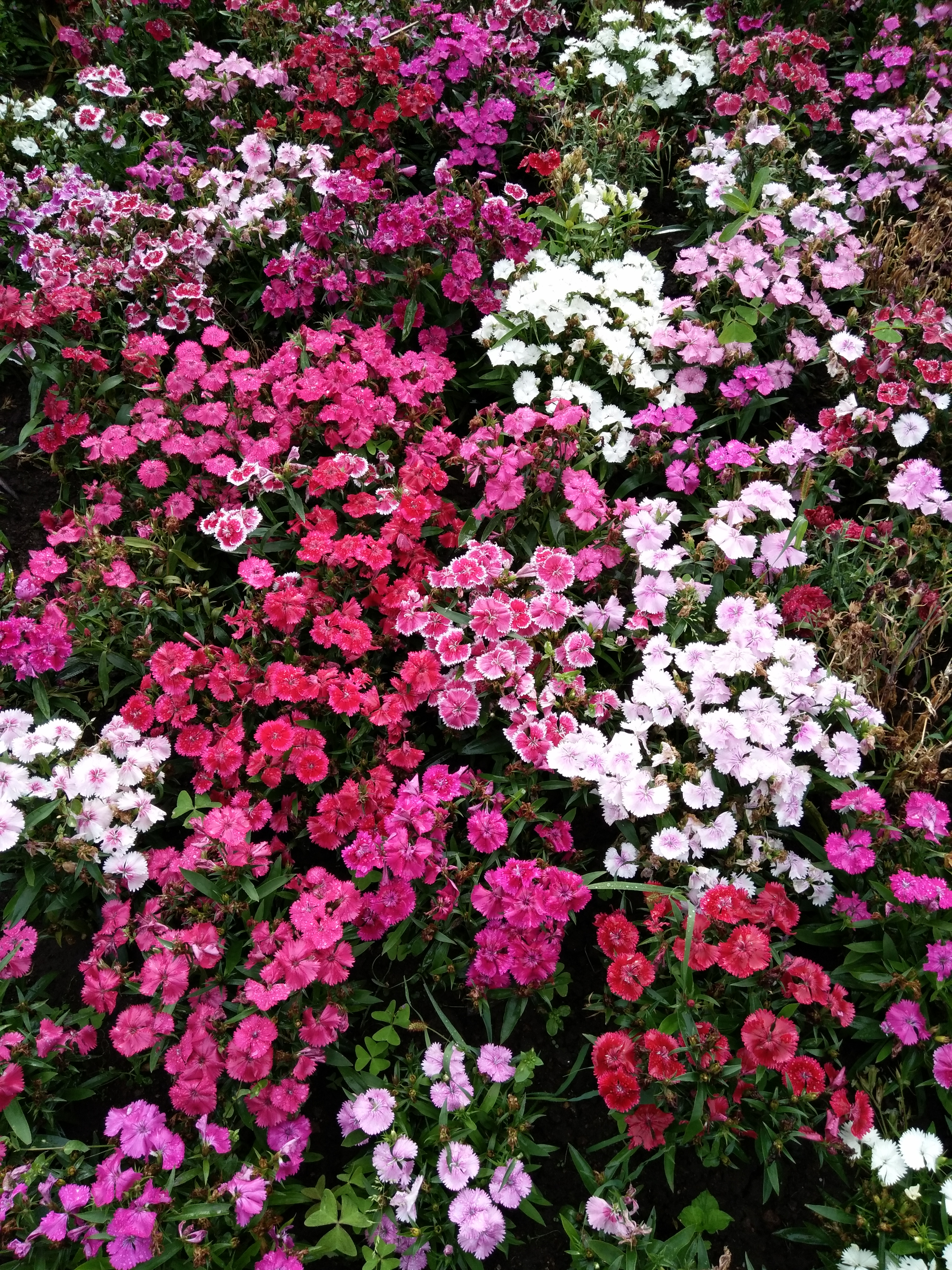
Dianthus caryophyllus

- Dianthus cachemiricus Edgew. & Hook.f.
- Dianthus caespitosus Thunb.1
- Dianthus callizonus Schott & Kotschy
- Dianthus campestris M.Bieb.
- Dianthus candicus (P.W.Ball & Heywood) Madhani & Heubl
- Dianthus canescens K.Koch
- Dianthus capitatus J.St.-Hil.
- Dianthus carbonatus Klokov
- Dianthus carmelitarum Reut. ex Boiss.
- Dianthus carthusianorum L.
- Dianthus caryophyllus L.
- Dianthus caucaseus Sims
- Dianthus charidemi Pau
- Dianthus chimanimaniensis S.S.Hooper
- Dianthus chinensis L.
- Dianthus chouardii Dobignard
- Dianthus cibrarius Clem.
- Dianthus ciliatus Guss.
- Dianthus × cincinnatus Lem.
- Dianthus cinnamomeus Sm.
- Dianthus cintranus Boiss. & Reut.
- Dianthus collinus Waldst. & Kit.
- Dianthus corymbosus Sm.
- Dianthus costae Willk.
- Dianthus × courtoisii Rchb.
- Dianthus crenatus Thunb.
- Dianthus cretaceus Adam
- Dianthus cribrarius Clementi
- Dianthus crinitus Sm.
- Dianthus crossopetalus (Fenzl ex Boiss.) Grossh.
- Dianthus cruentus Griseb.
- Dianthus cyathophorus Moris
- Dianthus cyprius A.K.Jacks. & Turrill
- Dianthus cyri Fisch. & C.A.Mey.

## D
- Dianthus daghestanicus Kharadze
- Dianthus darvazicus Lincz.
- Dianthus deltoides L.
- Dianthus demirkushii Yıld. & Kılıç
- Dianthus denaicus Assadi
- Dianthus deserti Kotschy
- Dianthus desideratus Strid
- Dianthus diffusus Sm.
- Dianthus × digeneus Borbás
- Dianthus dilepis Rech.f.
- Dianthus diversifolius Assadi
- Dianthus dobrogensis Prodán

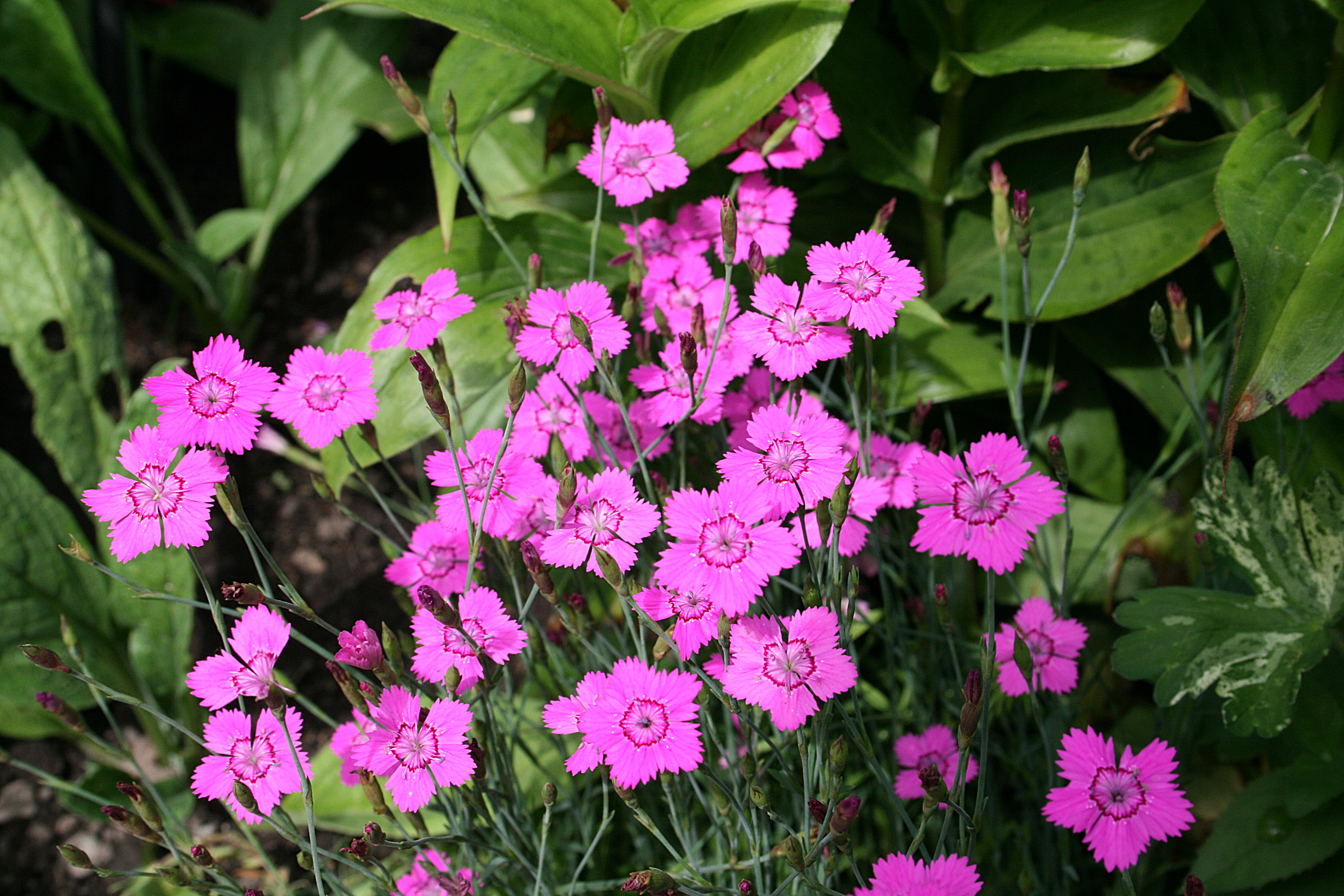
Dianthus deltoides

- Dianthus × dufftii Hausskn. ex Asch.
- Dianthus dumanii Hamzaoğlu

## E

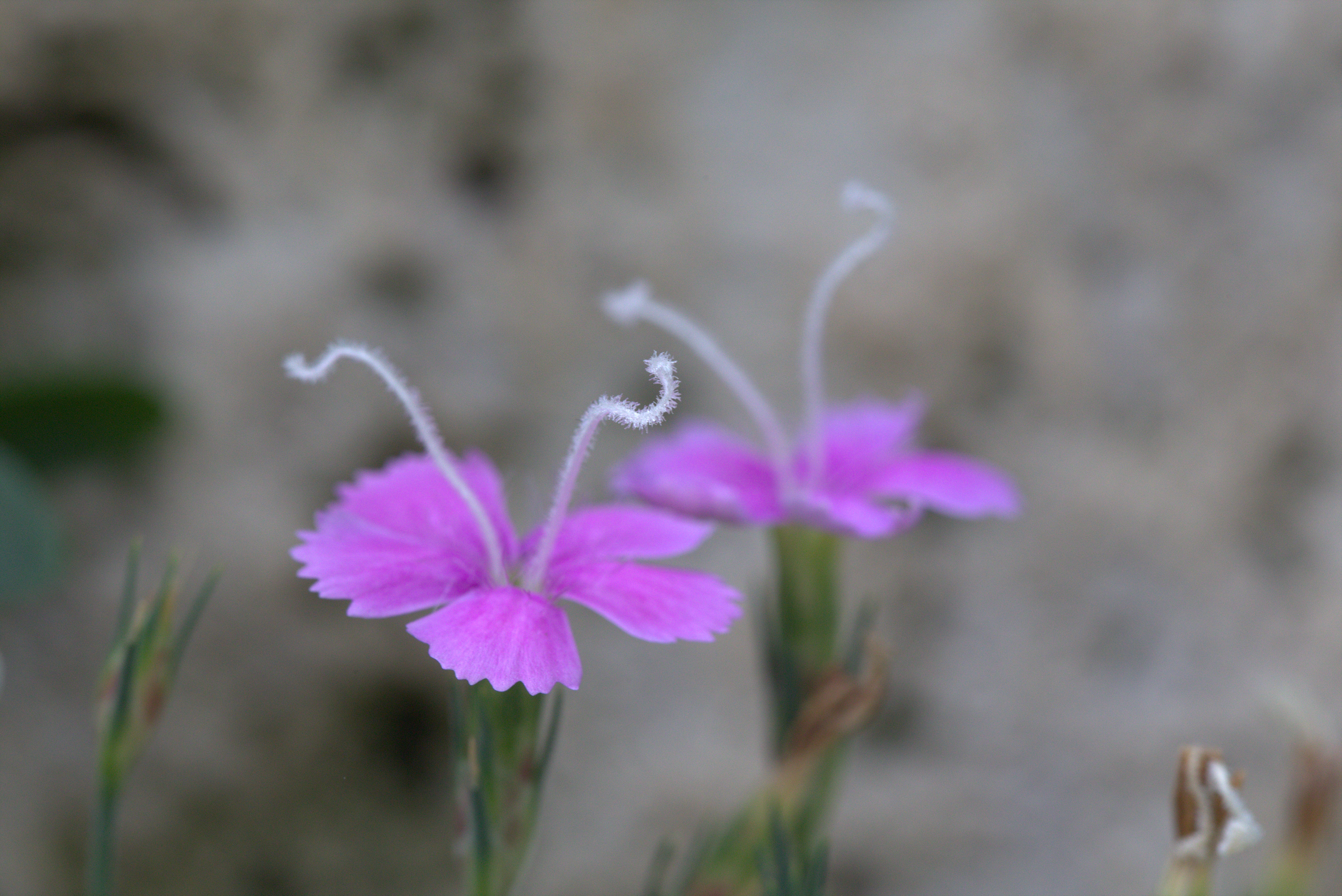
Dianthus engleri

- Dianthus edetanus (M.B.Crespo & Mateo) M.B.Crespo & Mateo
- Dianthus elatus Ledeb.
- Dianthus elbrusensis Kharadze
- Dianthus eldivenus Czeczott
- Dianthus elegans d'Urv.
- Dianthus elymaiticus Hausskn. & Bornm.
- Dianthus engleri Hausskn. & Bornm.
- Dianthus eretmopetalus Stapf
- Dianthus ernesti-mayeri Micevski & Matevski
- Dianthus erythrocoleus Boiss.
- Dianthus eugeniae Kleopow
- Dianthus excelsus S.S.Hooper

## F
- Dianthus falconeri Edgew. & Hook.f.
- Dianthus × fallens Timb.-Lagr.
- Dianthus fasciculatus (Boiss.) Fassou, N.Korotkova, Dimop. & Borsch
- Dianthus ferrugineus Mill.
- Dianthus floribundus Boiss.
- Dianthus formanekii Borbás ex Formánek
- Dianthus fragrans M.Bieb.
- Dianthus freynii Vandas
- Dianthus fruticosus L.
- Dianthus furcatus Balb.

## G
- Dianthus gabrielianae Nersesian
- Dianthus gasparrinii Guss.

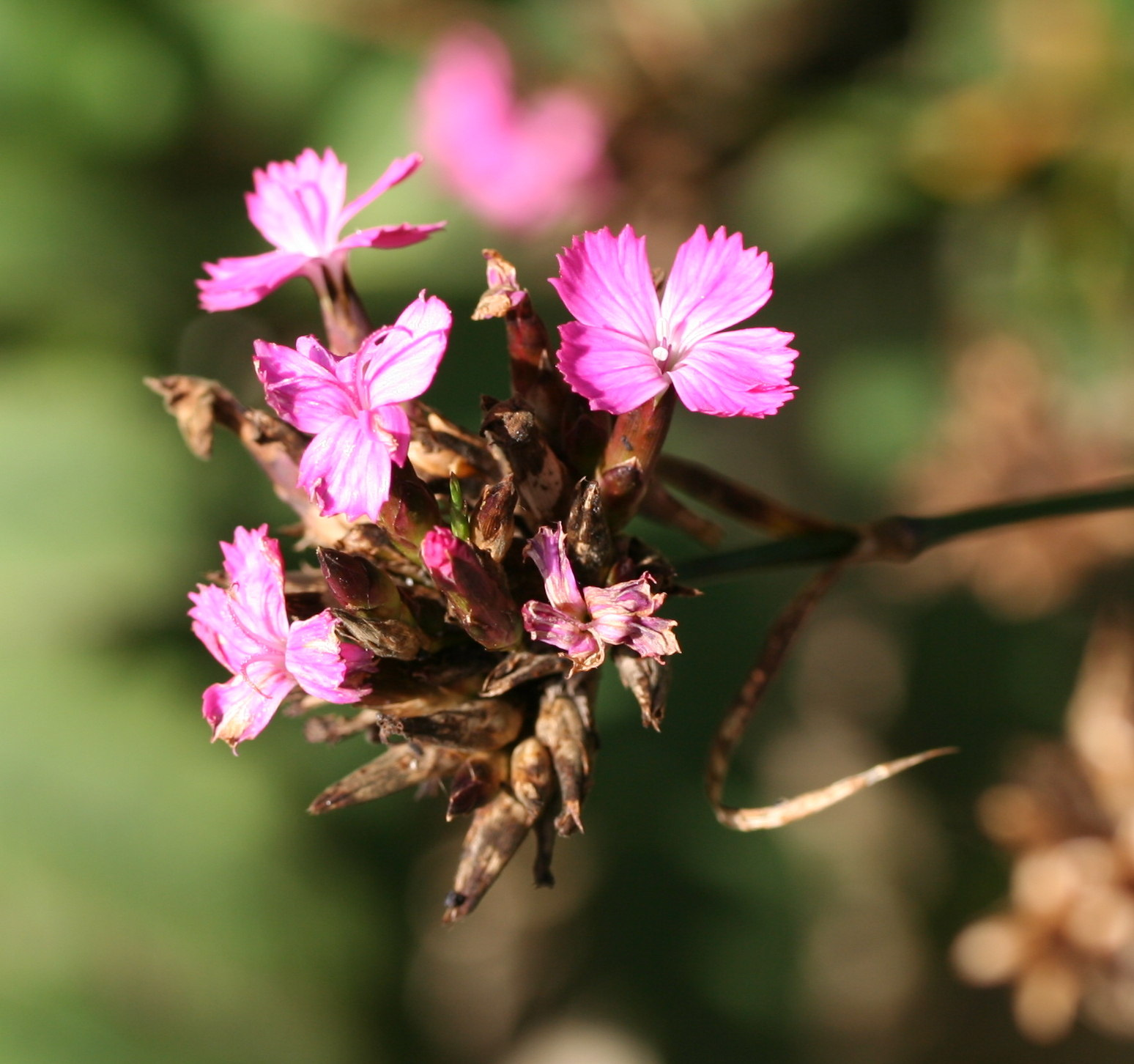
Dianthus giganteus

- Dianthus genargenteus Bacch., Brullo, Casti & Giusso
- Dianthus giganteiformis Borbás
- Dianthus giganteus d'Urv.
- Dianthus glacialis Haenke
- Dianthus glutinosus Boiss. & Heldr.
- Dianthus goekayi Kaynak, Yılmaz & Daşkın
- Dianthus goerkii Hartvig & Strid
- Dianthus gracilis Sm.
- Dianthus graminifolius C.Presl
- Dianthus graniticus Jord.
- Dianthus gratianopolitanus Vill.
- Dianthus grossheimii Schischk.
- Dianthus guessfeldtianus Muschl.
- Dianthus guliae Janka
- Dianthus guttatus M.Bieb.
- Dianthus gyspergerae Rouy

## H

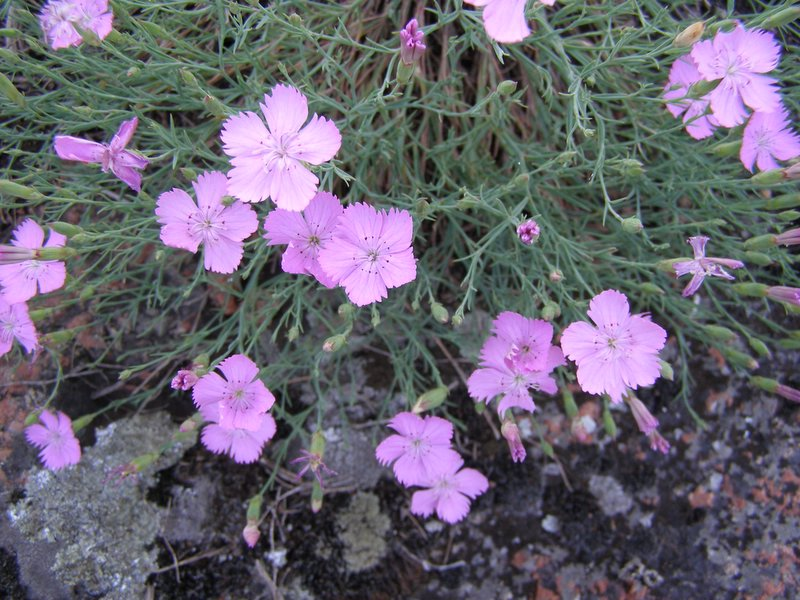
Dianthus hypanicus

- Dianthus haematocalyx Boiss. & Heldr.
- Dianthus hafezii Assadi
- Dianthus halisdemirii Hamzaoğlu & Koç
- Dianthus hamzaoglui Koç
- Dianthus harrissii Rech.f.
- Dianthus helenae Vved.
- Dianthus × hellwigii Borbás ex Asch.
- Dianthus × helveticorum M.Laínz
- Dianthus henteri Heuff. ex Griseb. & Schenk
- Dianthus hispidus (Boiss. & Balansa) Fassou, N.Korotkova, Dimop. & Borsch
- Dianthus hoeltzeri C.Winkl.
- Dianthus holopetalus Turcz.
- Dianthus humilis Willd. ex Ledeb.
- Dianthus hymenolepis Boiss.
- Dianthus hypanicus Andrz.
- Dianthus hyrcanicus Rech.f.
- Dianthus hyssopifolius L.

## I
- Dianthus ichnusae Bacch., Brullo, Casti & Giusso
- Dianthus illyricus (Ard.) Fassou, N.Korotkova, Dimop. & Borsch
- Dianthus imereticus (Rupr.) Schischk.
- Dianthus inamoenus Schischk.
- Dianthus ingoldbyi Turrill
- Dianthus inoxianus Gallego
- Dianthus insularis Bacch., Brullo, Casti & Giusso
- Dianthus integer Vis.
- Dianthus integerrimus Bunge

## J
- Dianthus jacobsii Rech.f.

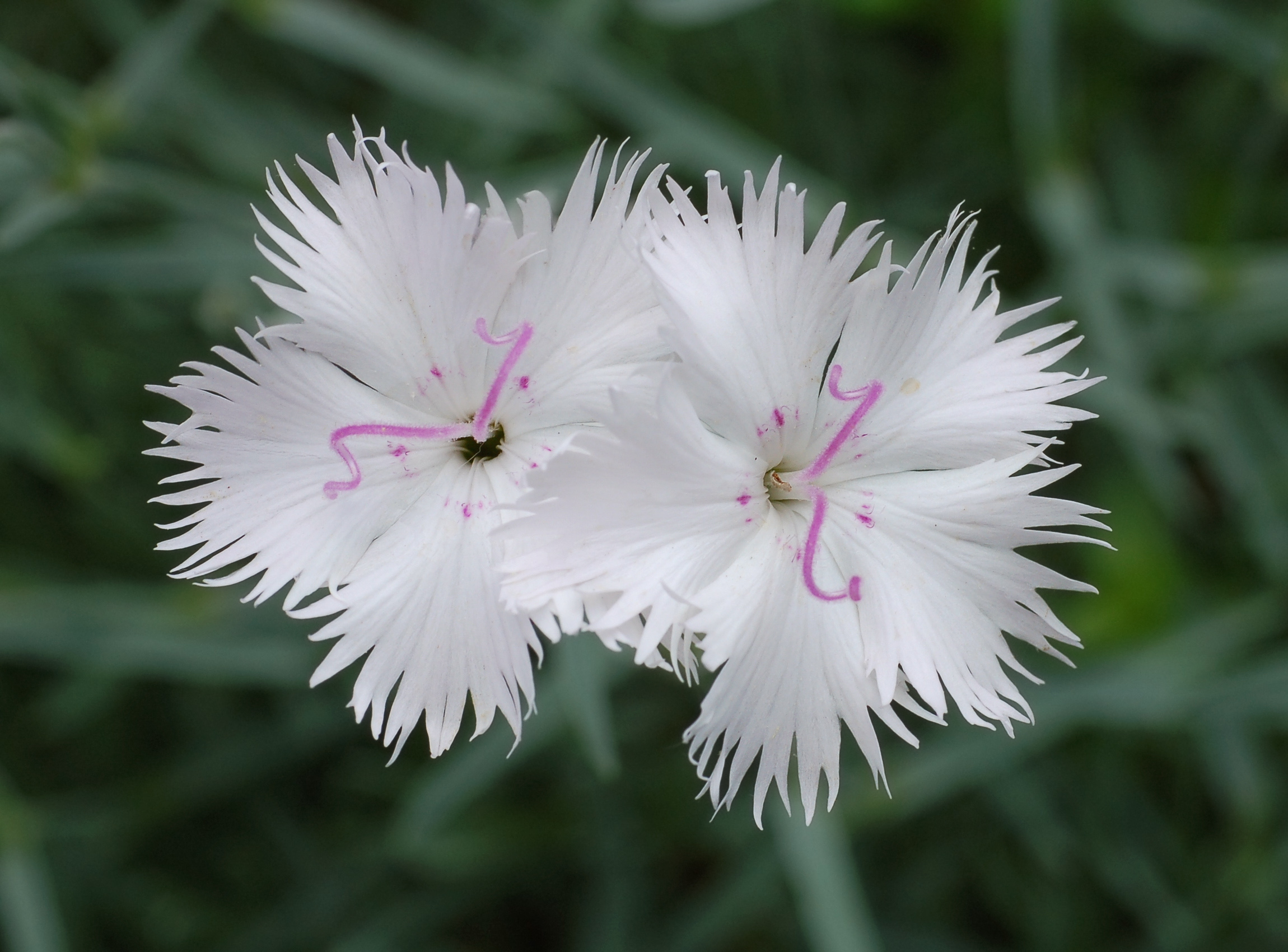
Dianthus japonicus

- Dianthus jacquemontii Edgew. & Hook.f.
- Dianthus × jaczonis Asch.
- Dianthus japigicus Bianco & S.Brullo
- Dianthus japonicus Thunb.
- Dianthus jaroslavii Galushko
- Dianthus × javorkae Kárpáti
- Dianthus juniperinu s Sm.
- Dianthus juzeptchukii M.L.Kuzmina

## K

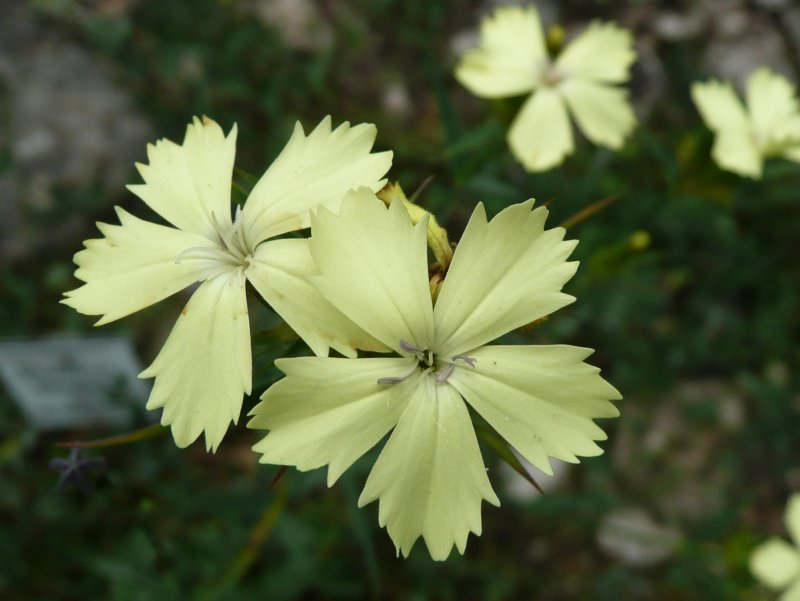
Dianthus knappii

- Dianthus kapinaensis Markgr. & Lindtner
- Dianthus karami (Boiss.) Mouterde
- Dianthus karataviensis Pavlov
- Dianthus kastembeluensis Freyn & Sint.
- Dianthus khamiesbergensis Sond.
- Dianthus kirghizicus Schischk.
- Dianthus kiusianus Makino
- Dianthus klokovii Knjasev
- Dianthus knappii (Pant.) Asch. & Kanitz ex Borbás
- Dianthus koreanus D.C.Son & K.H.Lee
- Dianthus kremeri Boiss. & Reut.
- Dianthus kubanensis Schischk.
- Dianthus kuschakewiczii Regel & Schmalh.
- Dianthus kusnezowii Marcow.

## L
- Dianthus lactiflorus Fenzl

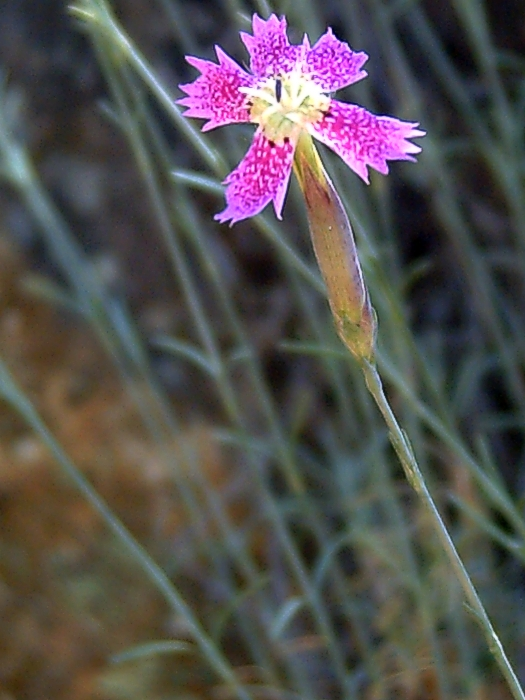
Dianthus lusitanus

- Dianthus laingsburgensis S.S.Hooper
- Dianthus lanceolatus Steven ex Rchb.
- Dianthus langeanus Willk.
- Dianthus laricifolius Boiss. & Reut.
- Dianthus legionensis (Willk.) F.N.Williams
- Dianthus leptoloma Steud. ex A.Rich.
- Dianthus leptopetalus Willd.
- Dianthus leucophaeus Sm.
- Dianthus leucophoeniceus Dörfl. & Hayek
- Dianthus libanotis Labill.
- Dianthus lindbergii Riedl
- Dianthus longicalyx Miq.
- Dianthus longiglumis Delile
- Dianthus longivaginatus Rech.f.
- Dianthus × lorberi Kubát & Abtová
- Dianthus × lucae Asch.
- Dianthus lusitanus Brot.
- Dianthus lydus Boiss.

## M

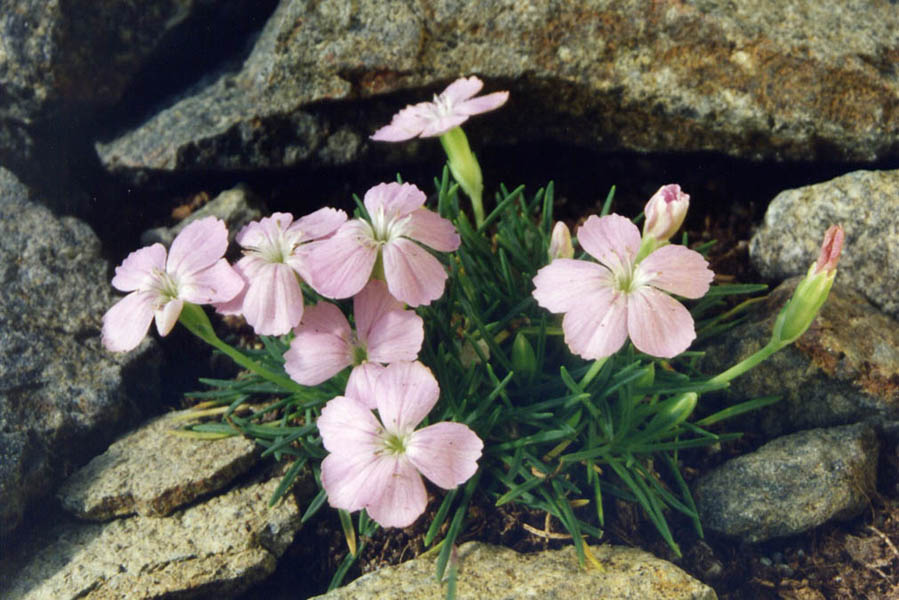
Dianthus microlepis

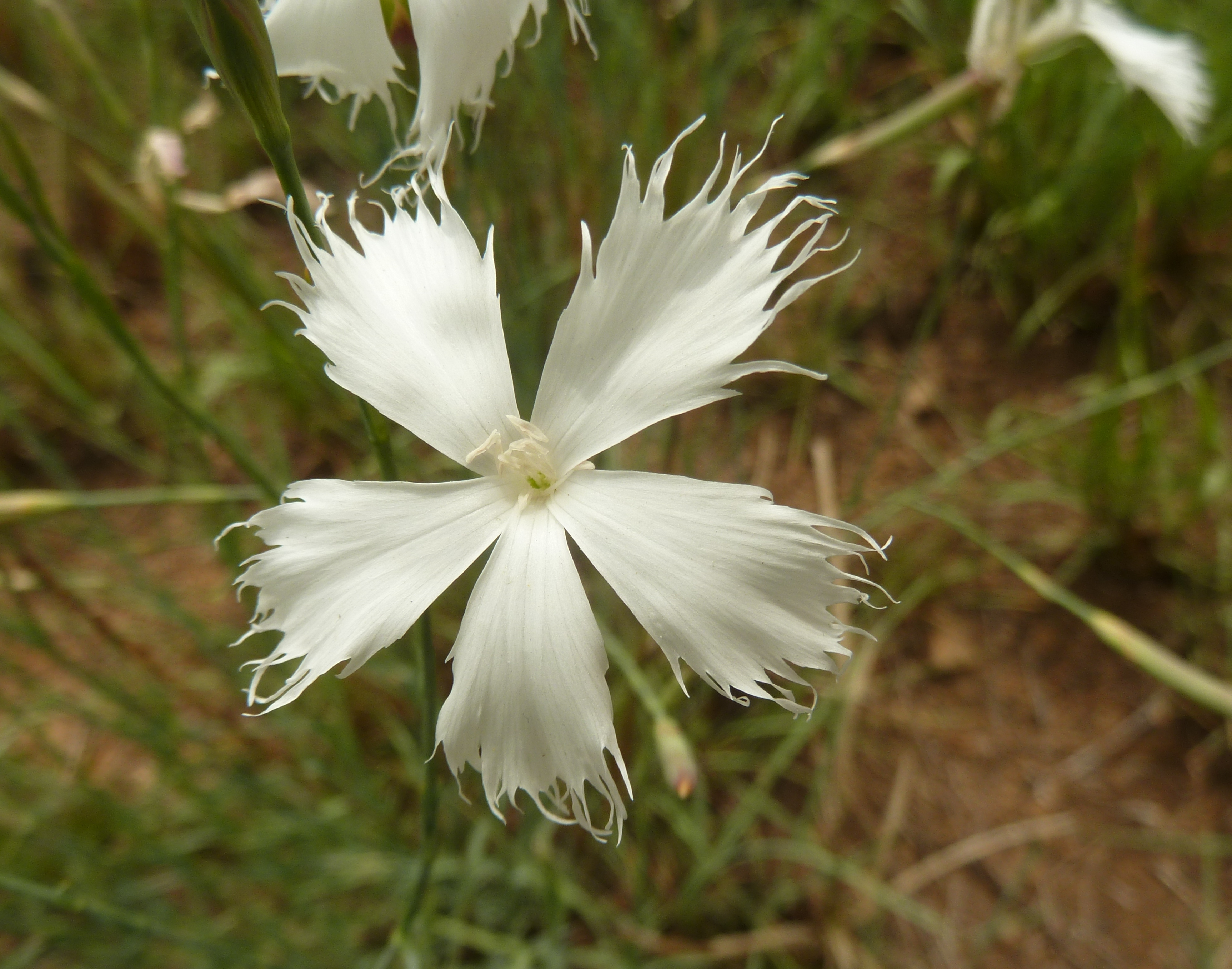
Dianthus mooiensis

- Dianthus macranthoides Hausskn. ex Bornm.
- Dianthus macranthus Boiss.
- Dianthus macroflorus Hamzaoğlu
- Dianthus mainensis Shaulo & Erst
- Dianthus × mansanetianus Mateo
- Dianthus marschallii Schischk.
- Dianthus martuniensis M.L.Kuzmina
- Dianthus masmenaeus Boiss.
- Dianthus mazanderanicus Rech.f.
- Dianthus × melandrioides Pau
- Dianthus membranaceus Borbás
- Dianthus mercurii Heldr.
- Dianthus micranthus Boiss. & Heldr.
- Dianthus microlepis Boiss.
- Dianthus micropetalus Ser.
- Dianthus moesiacus Vis. & Pančić
- Dianthus monadelphus Vent.
- Dianthus monspessulanus L.
- Dianthus morisianus Vals.
- Dianthus mossanus Bacch., Brullo
- Dianthus moviensis F.N.Williams
- Dianthus muglensis Hamzaoğlu & Koç
- Dianthus multiceps Costa ex Willk.
- Dianthus multiflorus Deniz & Aykurt
- Dianthus multisquamatus F.N.Williams
- Dianthus multisquameus Bondarenko & R.M.Vinogr.
- Dianthus muschianus Kotschy ex Boiss.
- Dianthus myrtinervius Griseb.

## N
- Dianthus namaensis Schinz
- Dianthus nangarharicus Rech.f.

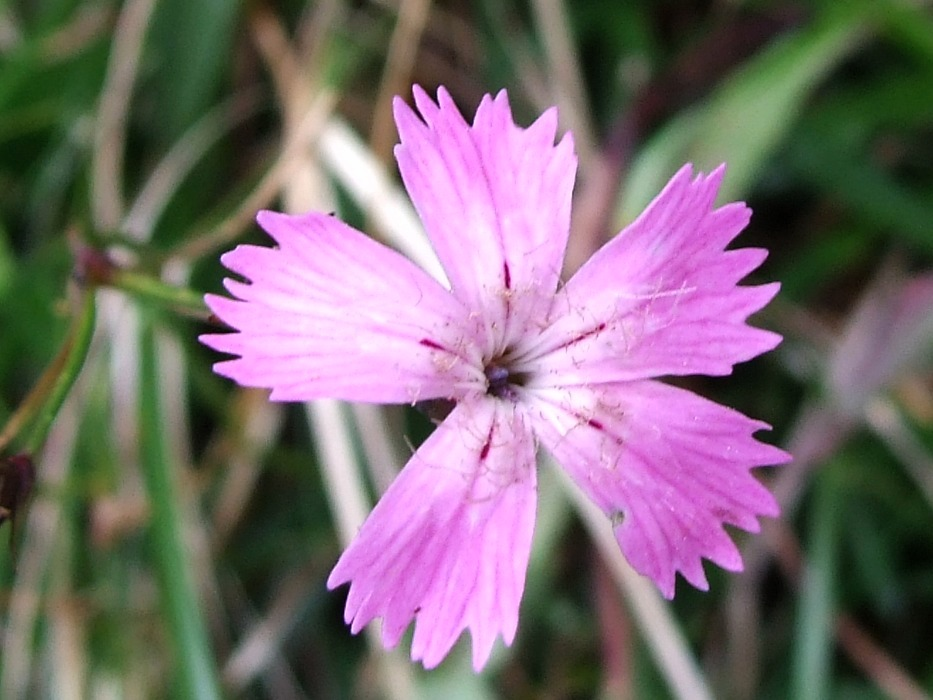
Dianthus nitidus

- Dianthus nanshanicus Chang Y.Yang & L.X.Dong
- Dianthus nardiformis Janka
- Dianthus nihatii Güner
- Dianthus nitidus Waldst. & Kit.
- Dianthus nodosus Tausch
- Dianthus nudiflorus Griff.

## O
- Dianthus oliastrae Bacch., Brullo, Casti & Giusso
- Dianthus orientalis Adams
- Dianthus oschtenicus Galushko
- Dianthus × ossetianus P.P.Ferrer & E.Laguna

## P

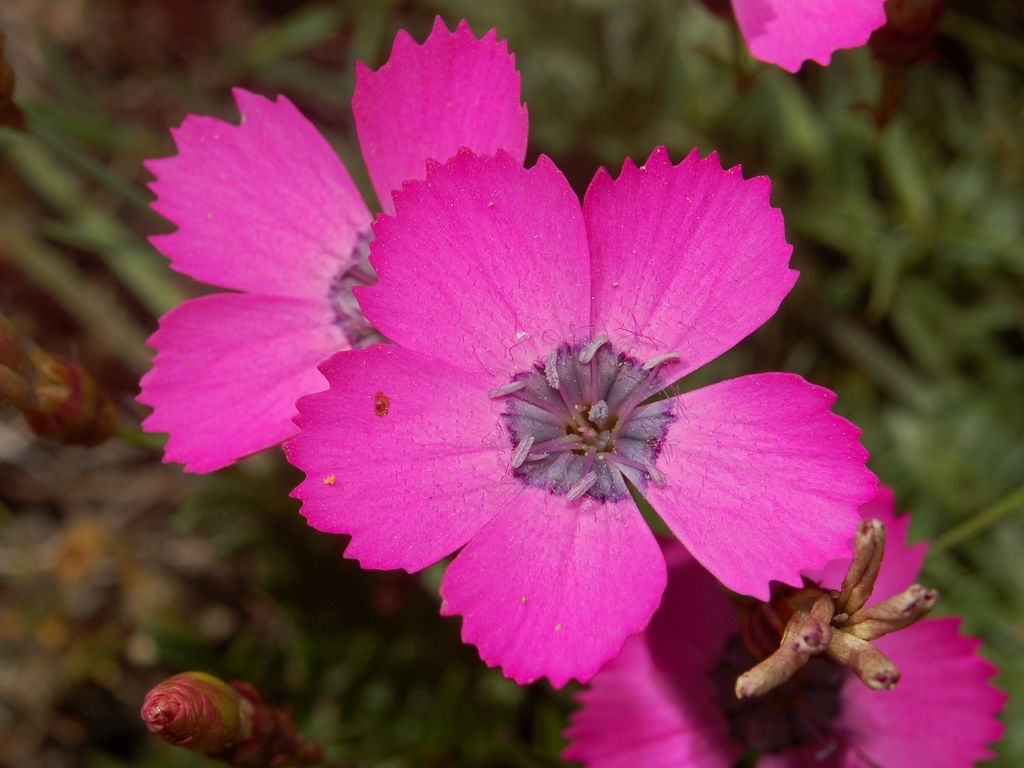
Dianthus pavonius

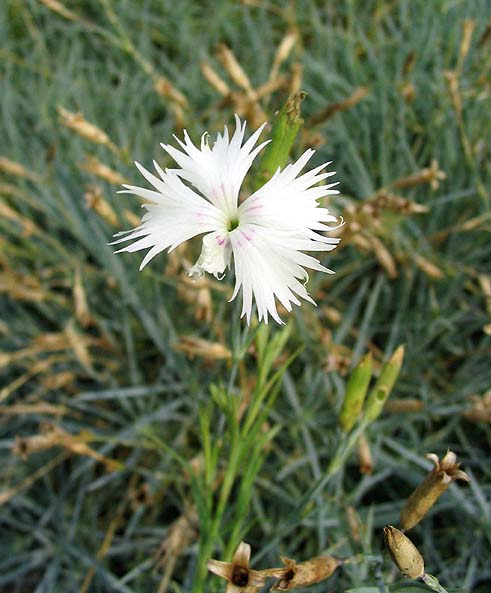
Dianthus plumarius

- Dianthus pachygonus (Fisch. & C.A.Mey.) Fassou, N.Korotkova, Dimop. & Borsch
- Dianthus paghmanicus Rech.f.
- Dianthus palinensis S.S.Ying
- Dianthus pallens M.Bieb.
- Dianthus pamiralaicus Lincz.
- Dianthus patentisquameus Bondarenko & R.M.Vinogr.
- Dianthus pavlovii Lazkov
- Dianthus pavonius Tausch
- Dianthus pelviformis Heuff.
- Dianthus pendulus Boiss. & C.I.Blanche
- Dianthus persicus Hausskn.
- Dianthus petraeus Waldst. & Kit.
- Dianthus pinifolius Sm.
- Dianthus plumarius L.
- Dianthus plumbeus Schischk.
- Dianthus polylepis Bien. ex Boiss.
- Dianthus polymorphus M.Bieb.
- Dianthus praecox Willd. ex Spreng.
- Dianthus pratensis M.Bieb.
- Dianthus pseudarmeria M.Bieb.
- Dianthus pseudocrinitus Behrooz. & Joharchi
- Dianthus pseudorigidus (Hub.-Mor.) Fassou, N.Korotkova, Dimop. & Borsch
- Dianthus pungens L.
- Dianthus purpureimaculatus Podlech
- Dianthus pygmaeus Hayata
- Dianthus pyrenaicus Pourr.

## Q
- Dianthus quadridentatus (Sm.) Fassou, N.Korotkova, Dimop. & Borsch

## R
- Dianthus raddeanus Vierh.

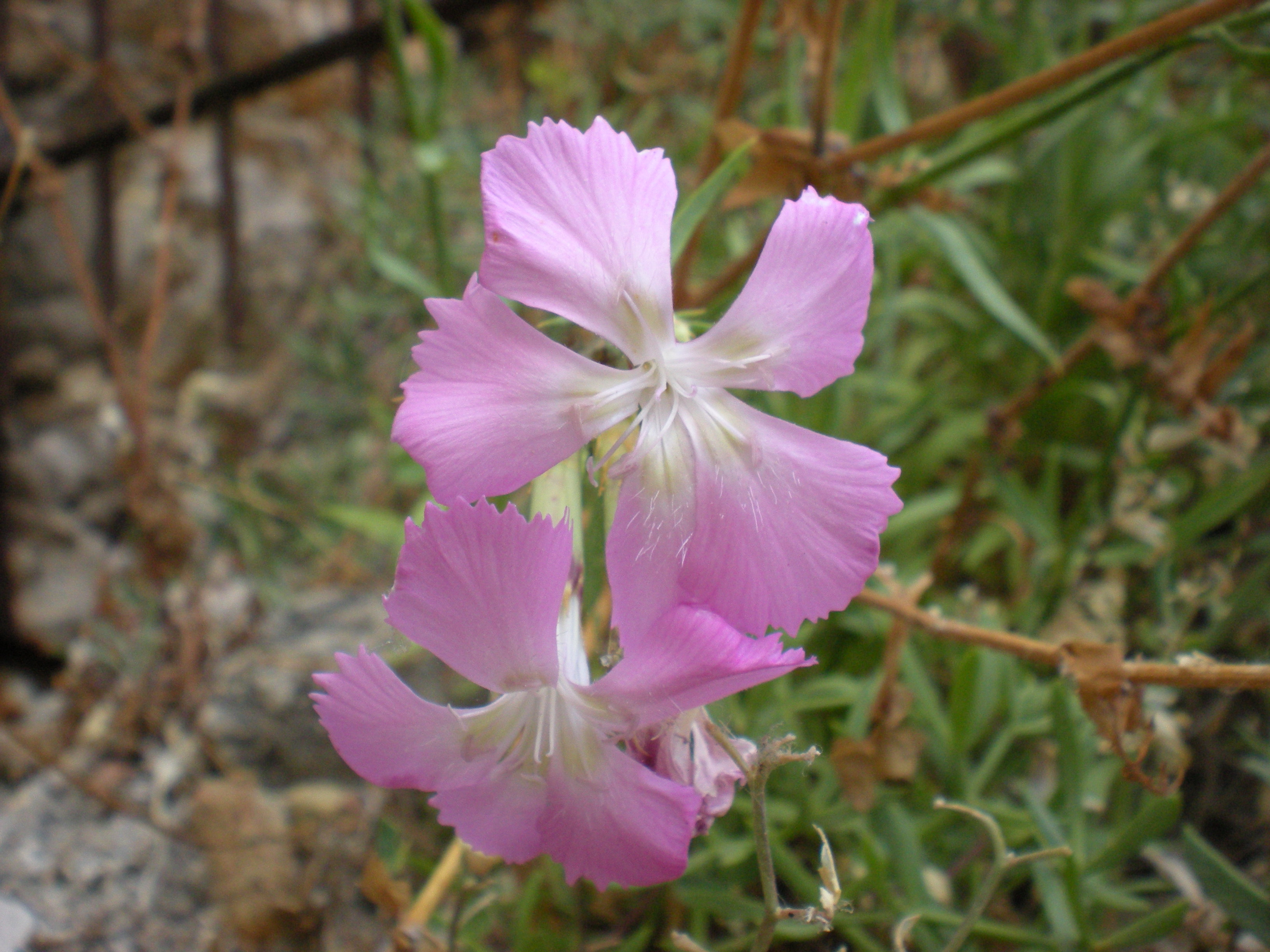
Dianthus rupicola

- Dianthus ramosissimus Pall. ex Poir.
- Dianthus recognitus Schischk.
- Dianthus recticaulis Ledeb.
- Dianthus repens Willd.
- Dianthus rigidus M.Bieb.
- Dianthus robustus Boiss. & Kotschy
- Dianthus roseoluteus Velen.
- Dianthus rudbaricus Assadi
- Dianthus rupicola Biv.
- Dianthus ruprechtii Schischk. ex Grossh.

## S

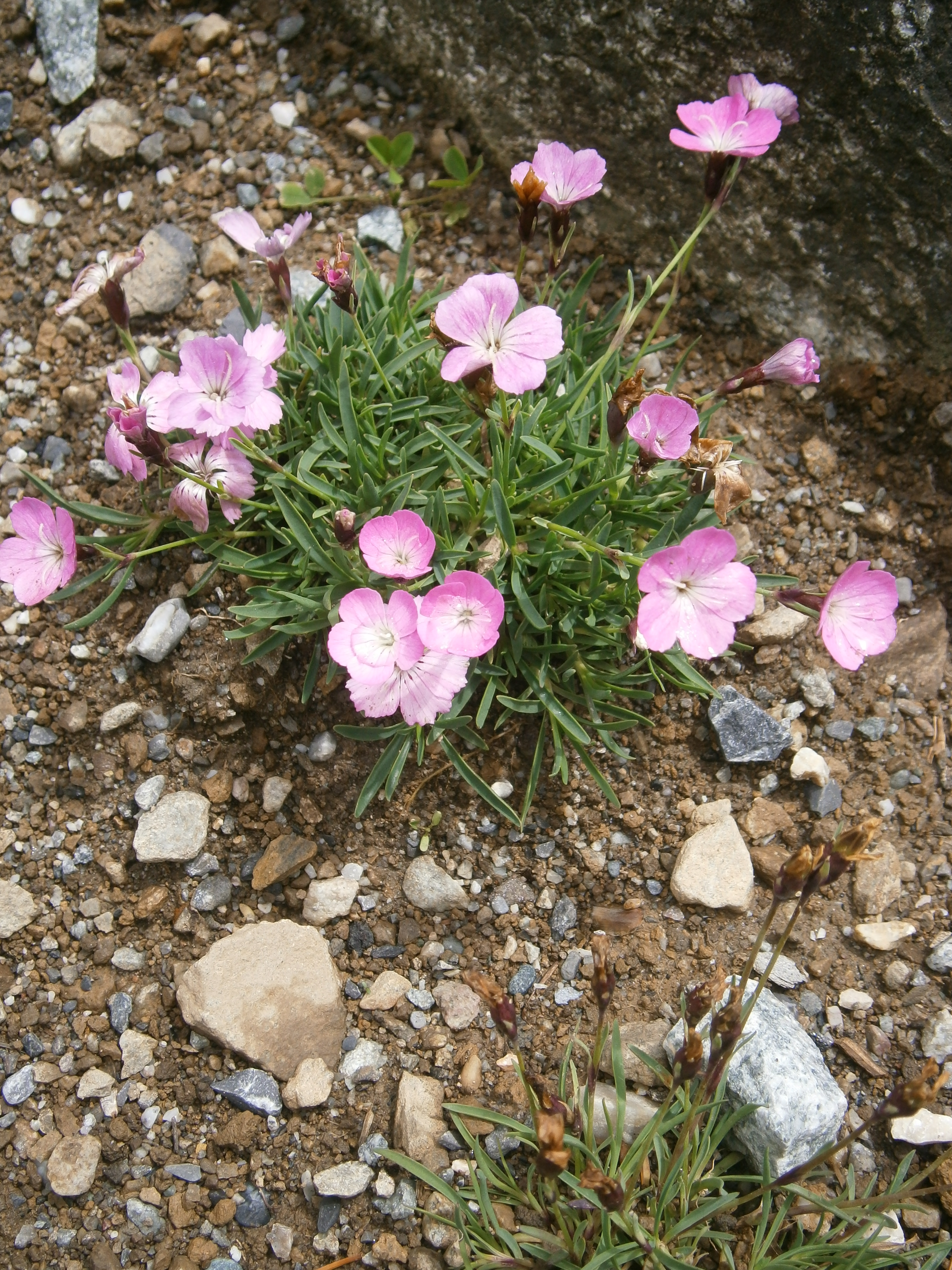
Dianthus scardicus

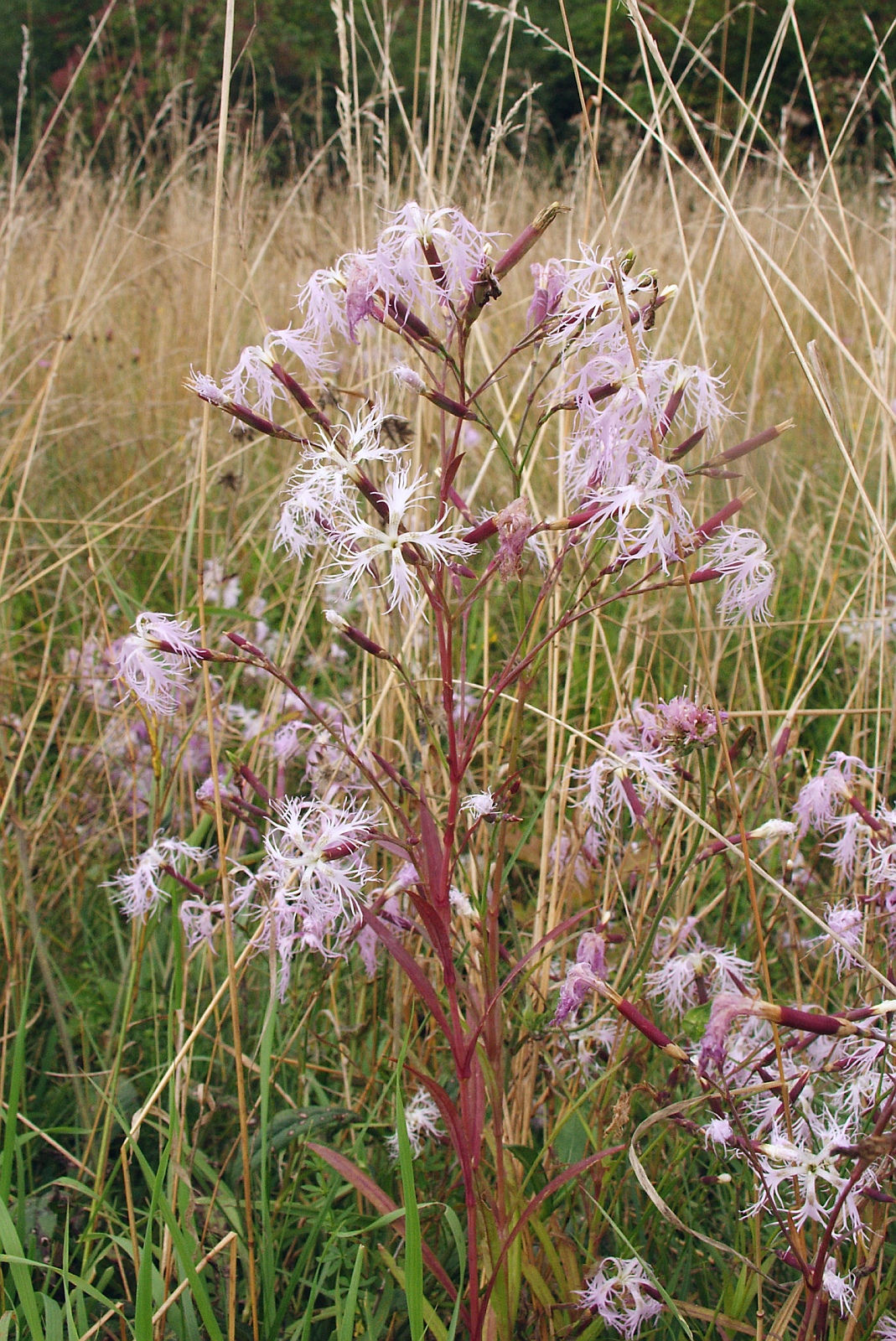
Dianthus superbus

- Dianthus sachalinensis Barkalov & Prob.
- Dianthus saetabensis Rouy
- Dianthus sahandicus Assadi
- Dianthus sancarii Hamzaoğlu & Koç
- Dianthus sardous Bacch., Brullo, Casti & Giusso
- Dianthus × saxatilis F.W.Schmidt
- Dianthus scaber Chaix
- Dianthus scardicus Wettst.
- Dianthus schemachensis Schischk.
- Dianthus seguieri Vill.
- Dianthus seidlitzii Boiss.
- Dianthus semenovii (Regel & Herder) Vierh.
- Dianthus seravschanicus Schischk.
- Dianthus serotinus Waldst. & Kit.
- Dianthus serpentinus Hamzaoğlu
- Dianthus serratifolius Sm.
- Dianthus serrulatus Desf.
- Dianthus sessiliflorus Boiss.
- Dianthus setisquameus Hausskn. & Bornm.
- Dianthus shinanensis (Yatabe) Makino
- Dianthus siculus C.Presl
- Dianthus simulans Stoj. & Stef. ex Stef. & Jordanov
- Dianthus sinaicus Boiss.
- Dianthus siphonocalyx Blakelock
- Dianthus somanus Oskay
- Dianthus sphacioticus Boiss. & Heldr.
- Dianthus spiculifolius Schur
- Dianthus squarrosus M.Bieb.
- Dianthus stamatiadae Rech.f.
- Dianthus stapfii Lemperg
- Dianthus stellaris Camarda
- Dianthus stenocephalus Boiss.
- Dianthus stenopetalus Griseb.
- Dianthus stepanovae Barkalov & Prob.
- Dianthus sternbergii Sieber ex Capelli
- Dianthus stramineus Boiss. & Heldr.
- Dianthus stribrnyi Velen.
- Dianthus strictus Banks ex Sol.
- Dianthus strymonis Rech.f.
- Dianthus subacaulis Vill.
- Dianthus subaphyllus (Lemperg) Rech.f.
- Dianthus × subfissus Rouy & Foucaud
- Dianthus subscabridus Lincz.
- Dianthus subulosus Conrath & Freyn
- Dianthus superbus L.
- Dianthus sylvestris Wulfen
- Dianthus szowitisianus Boiss.

## T
- Dianthus takhtajanii Nersesian

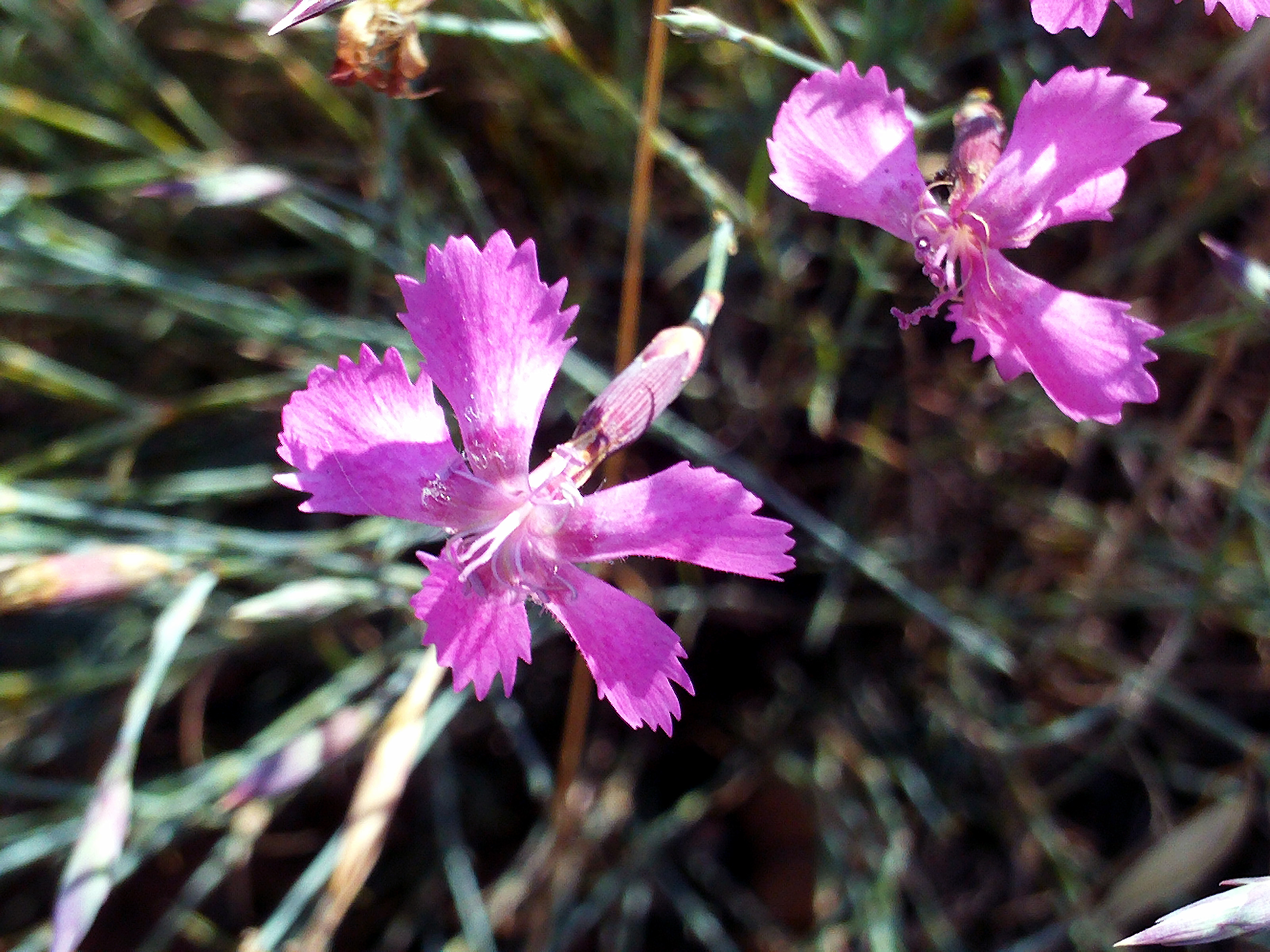
Dianthus toletanus

- Dianthus talyschensis Boiss. & Buhse
- Dianthus taoshanensis S.S.Ying
- Dianthus tarentinus Lacaita
- Dianthus tenuiflorus Griseb.
- Dianthus thunbergii S.S.Hooper
- Dianthus tlaratensis Husseinov
- Dianthus toletanus Boiss. & Reut.
- Dianthus transcaucasicus Schischk.
- Dianthus transvaalensis Burtt Davy
- Dianthus trifasciculatus Kit.
- Dianthus tripunctatus Sm.
- Dianthus tristis Velen.
- Dianthus turkestanicus Preobr.
- Dianthus tymphresteus (Boiss. & Spruner) Heldr. & Sart. ex Boiss.

## U

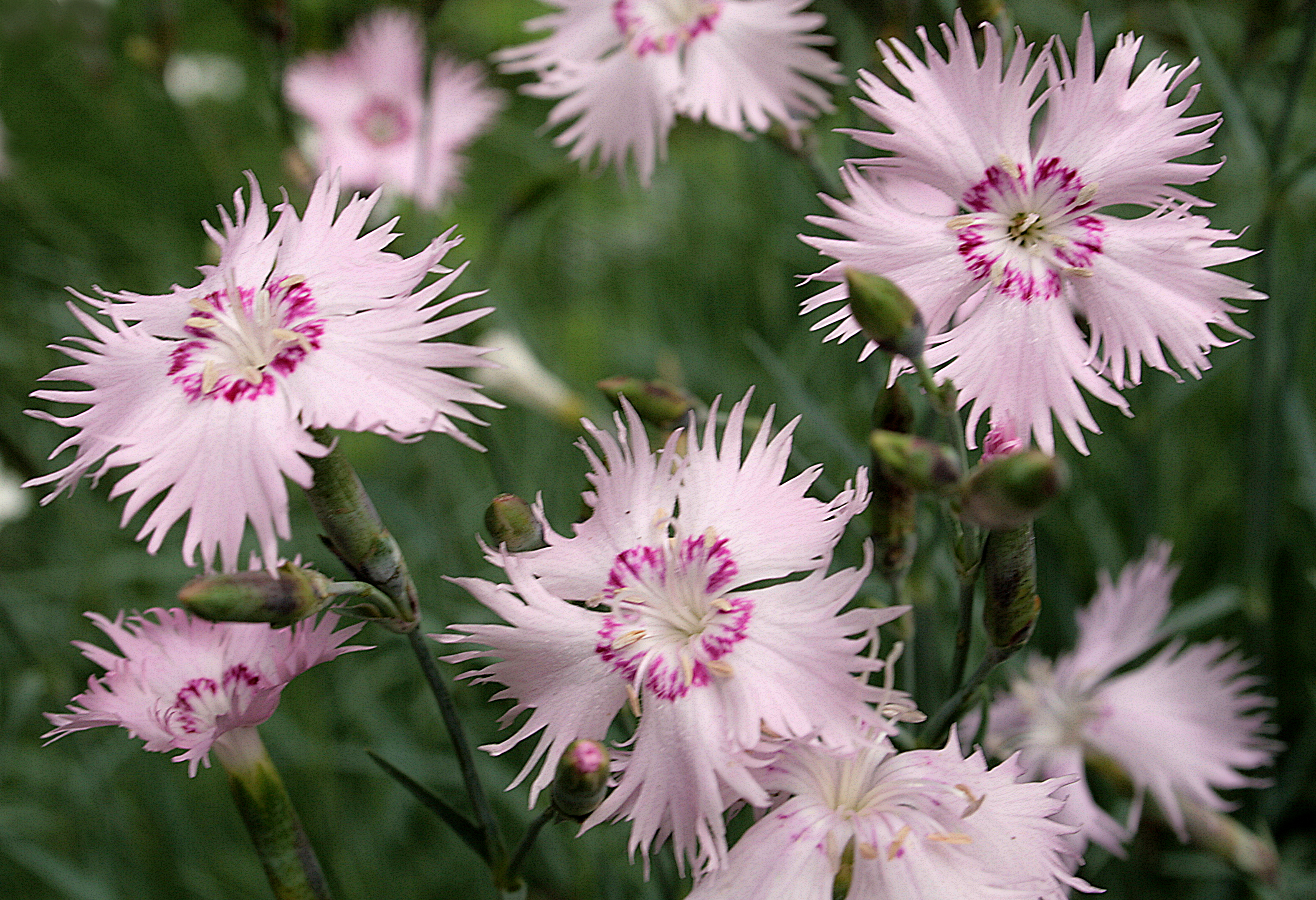
Dianthus uralensis

- Dianthus ucarii Hamzaoğlu & Koç
- Dianthus ugamicus Vved.
- Dianthus uniflorus Forssk.
- Dianthus uralensis Korsh.
- Dianthus urumoffii Stoj. & Acht.
- Dianthus uzbekistanicus Lincz.

## V
- Dianthus vanensis Behçet & İlçim
- Dianthus varankii Hamzaoğlu & Koç
- Dianthus vigoi M.Laínz
- Dianthus virgatus Pasq.
- Dianthus virgineus L.
- Dianthus viridescens Clem.
- Dianthus viscidus Bory & Chaub.
- Dianthus vladimirii Galushko
- Dianthus volgicus Juz.
- Dianthus vulturius Guss. & Ten.

## W

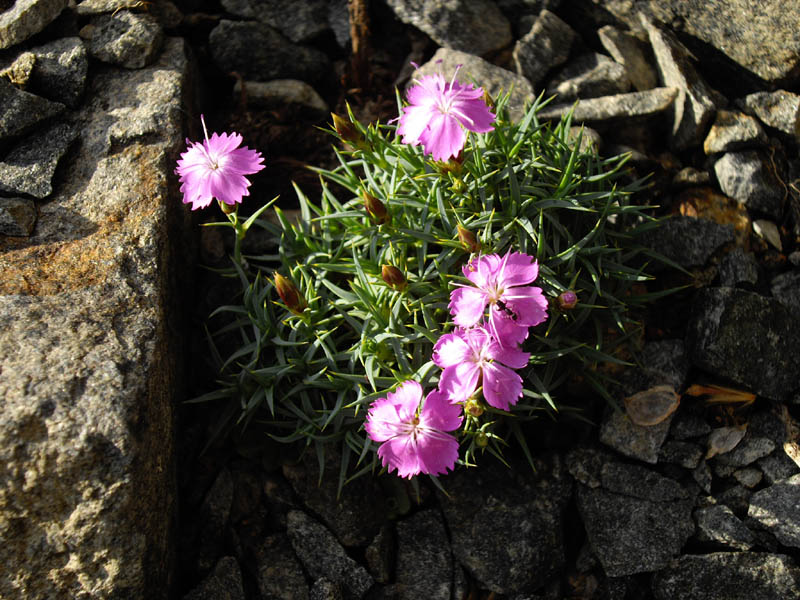
Dianthus webbianus

- Dianthus × warionii Bucq. & Timb.-Lagr.
- Dianthus webbianus Parl. ex Vis.
- Dianthus woroschilovii Barkalov & Prob.

## X
- Dianthus xylorrhizus Boiss. & Heldr.

## Y
- Dianthus yilmazii Hamzaoğlu & Koç

## Z
- Dianthus zangezuricus Nersesian
- Dianthus zederbaueri Vierh.
- Dianthus zeyheri Sond.
- Dianthus zonatus Fenzl